# Václav Stach (architekt)
Václav Stach (25. března 1899, Plzeň – ?, Praha) byl český architekt a malíř.

## Životopis
Václav Stach studoval na české technice v Praze. Projektoval rodinné a nájemní domy a tovární budovy. Žil v Praze 4-Hodkovičkách.

## Dílo

### Realizované stavby
- Rodinný dům (1935) - Na Výspě čp. 198, Praha 4-Hodkovičky[2]
- Rodinný dům (1935) - Nad Lesem čp. 206, Praha 4-Hodkovičky[2]
- Rodinný dům (1939) - Psohlavců čp. 680, Praha 4-Braník[2]
- Rodinný dům (1939-1940) - Filmařská 417/18, Praha 5-Hlubočepy